# 吴烺
吴烺（1719年—1771年），字衫亭，一字荀叔。安徽省滁州直隸州全椒人，清朝政治人物、數學家、音韻學家。

## 生平
吴烺幼时有才子之称，乾隆十六年（1751年）乾隆帝南巡，吳烺迎鑾，詔試欽賜舉人。授中書舍人，官至武寧府同知。工诗文、久居扬州，著有《金木山房集》，与金兆燕齐名。吴烺精通数学，著有《周髀算经补注》。吴烺精通音韻學，著有《五聲反切正均》，記錄了當時江淮官話的音系。

## 家族
父吴敬梓，《儒林外史》作者。吴烺为長子。

## 清史稿的記載
| 《清史稿·志一百二十二》 | 周髀算經圖注一卷。吳烺撰。 |